# كأس العالم البرازيل 2014 (لعبة فيديو)
كأس العالم البرازيل 2014 (بالإنجليزية: 2014 FIFA World Cup Brazil)‏ هي لعبة الفيديو الرسمية لحدث كأس العالم ، وهي جزء من سلسلة ألعاب فيديو كأس العالم لكرة القدم، أطلقت في أبريل 2014 على أنظمة بلاي ستيشن 3 و‌إكس بوكس 360. اللعبة مطورة من قبل شركة إي أيه كندا ومن نشر إي أيه سبورتس.